# Маріка кенійська
Ма́ріка кенійська (Cinnyris tsavoensis) — вид горобцеподібних птахів родини нектаркових (Nectariniidae). Мешкає в Кенії і Танзанії. Раніше вважався підвидом пурпуровосмугої маріки.

## Опис
Довжина птаха становить 9,5-10 см.  У самців голова і верхня частина тіла синьо-зелені, металево-блискучі. Нижня частина тіла чорна, на грудях вузька бордова смуга шириною 3-5 мм. У самиць голова і верхня частина тіла сірувато-коричневі, над очима білі "брови", Нижня частина тіла жовтувато-біла, на грудях темні смужки. Хвіст синьо-чорний з сірими краями і кінчиком. Горло біле або чорне з білими смугами. Дзьоб вигнутий, відносно короткий.

## Поширення і екологія
Кенійські маріки мешкають на сході Кенії і на північному сході Танзанії. Вони живуть в сухих саванах і чагарникових (коміфорових і акацієвих) зарростях.